# Assedio di Gijón
L'assedio di Gijón è stato un evento della guerra civile spagnola, durato dal il 19 luglio al 26 agosto 1936. I miliziani repubblicani assaltarono la caserma Simancas nella città di Gijón, dove erano rifugiati 180 militari tra Guardia Civiles e soldati regolari favorevoli all'insurrezione.

## Precedenti
La provincia delle Asturie, per la stragrande maggioranza ostile a Francisco Franco, aveva sin dall'inizio della guerra creato un proprio governo formato da ufficiali, funzionari e minatori del sindacato socialista UGT e dell'anarchico CNT. Il CNT e l'UGT avevano nella provincia circa 70 000 iscritti, che rappresentavano la spina dorsale della milizia repubblicana.
Vista tale opposizione, il governatore militare di Gijón, colonnello Pinilla, si guardò bene dal dichiarare la sua fedeltà a Franco. I miliziani, tuttavia, conoscendo le sue simpatie nazionaliste, verso la fine di luglio tagliarono le linee di comunicazione con il generale Mola e il 19 luglio circondarono la caserma Simancas. L'aiuto offerto dall'incrociatore Almirante Cervera, che si trovava vicino alle coste di Gijón, si rivelò inutile.

## L'assedio
La battaglia di Gijón fu caratterizzata dalla ferma resistenza di Pinilla e dalla quasi totale mancanza di armi- eccezion fatta per la dinamite- degli aggressori. Tuttavia, i miliziani sapevano che fino a quando Gijón non sarebbe stata conquistata, non si sarebbero potute spostare truppe per assediare i nazionalisti che controllavano la vicina Oviedo; i loro attacchi furono implacabili.
I difensori esaurirono dopo pochi giorni di assedio i viveri. Pinilla rifiutò di cedere come nel concomitante assedio dell'Alcázar di Toledo, gli anarchici catturarono il figlio di Pinilla e minacciarono di ucciderlo, se i difensori si fossero rifiutati di arrendersi. Come il suo omologo Moscardó Ituarte, Pinilla si rifiutò di scambiare la vita del proprio figlio con la resa.
A metà agosto, i minatori iniziarono ad assaltare la caserma con la dinamite. La caserma venne squarciata in vari punti ed andò quasi completamente a fuoco. Piuttosto che arrendersi, Pinilla inviò un messaggio radio all'Almirante Cervera, ordinando di aprire il fuoco sulla sua posizione. Tuttavia, l'incrociatore non aprì il fuoco temendo un trucco dei rivoluzionari per bombardare le truppe nazionaliste. Tutti i difensori furono uccisi dai miliziani repubblicani.